# Ljugyi invalidi
A Ljugyi invalidi (oroszul: Люди инвалиды; angolul: Invalid People; magyarul: rokkant/érvénytelen emberek) a t.A.T.u második orosz albuma, 2005. október 19-én jelent meg.

## A „mozgássérült emberek” vitája
Az album címe sok vitát okozott. A „ljugyi invalidi” jelentése magyarul nagyjából „mozgássérült/fogyatékos/érvénytelen emberek”. Noha a t.a.T.u. többször kijelentette, hogy a cím az „erkölcsileg rokkant” személyekre és nem a „valódi” mozgássérültekre utal, a Komi Köztársaság 2006 novemberében beperelte az együttest arra hivatkozva, hogy az album és az azonos című dal a fogyatékos embereket degradálja, gúnyolja ki. Az együttes tagjai nem aggódtak a per miatt, kiálltak a maguk igazáért.

## Dalok
| #  | Számcím                                                                           | Hossz |
| -- | --------------------------------------------------------------------------------- | ----- |
| 1  | Ljugyi invalidi (intro) (oroszul: Люди инвалиды (Интро); angolul: InValid People) | 0:49  |
| 2  | Novaja model (oroszul: Новая модель; angolul: New Model)                          | 4:12  |
| 3  | Obezjanka nol (oroszul: Обезьянка ноль; angolul: Monkey Zero)                     | 4:25  |
| 4  | Loves Me Not                                                                      | 3:13  |
| 5  | Koszmosz (oroszul: Космос; angolul: Cosmos)                                       | 4.17  |
| 6  | Ti szoglaszna (oroszul: Ты согласна; angolul: You Agree)                          | 3:10  |
| 7  | Nyicsja (oroszul: Ничья; angolul: No One's)                                       | 3:04  |
| 8  | Vszja moja ljubov (oroszul: Вся моя любовь; angolul: All My Love)                 | 5:49  |
| 9  | All About Us                                                                      | 3:01  |
| 10 | Sto ne hvatajet (oroszul: Что не хватает; angolul: Isn't This Enough?)            | 4:27  |
| 11 | Ljugyi invalidi (oroszul: Люди инвалиды; angolul: InValid People)                 | 4:37  |